# Herbert Podolske
Herbert Podolske (Kiel, 20 de julio de 1919 - 28 de abril de 2003) fue un jugador de balonmano alemán. Fue un componente de la Selección de balonmano de Alemania.
Con la selección ganó la medalla de plata en el Campeonato Mundial de Balonmano Masculino de 1954.
Jugó en el THW Kiel con el que ganó la liga alemana de balonmano al aire libre en 1948 y 1950.

## Clubes
- FT Adler Kiel
- THW Kiel